# رانندگی با صرفه‌جویی در مصرف انرژی
تکنیک‌های رانندگی با بهره‌وری انرژی توسط رانندگانی استفاده می‌شود که می‌خواهند مصرف سوخت خود را کاهش دهند و در نتیجه بهره‌وری سوخت را به حداکثر برسانند. بسیاری از رانندگان پتانسیل بهبود قابل توجه راندمان سوخت خود را دارند. موارد ساده‌ای مانند تنظیم باد لاستیک‌ها، نگهداری صحیح از وسیله نقلیه و اجتناب از روشن ماندن در حالت درجا می‌تواند به‌طور چشمگیری راندمان سوخت را بهبود بخشد. استفاده دقیق از شتاب‌گیری و کاهش سرعت و به خصوص محدود کردن استفاده از سرعت‌های بالا به افزایش کارایی کمک می‌کند. استفاده از چندین تکنیک از این دست، «هایپرمیلینگ» نامیده می‌شود.
تکنیک‌های سادهٔ بهینه‌سازی مصرف سوخت می‌توانند منجر به کاهش مصرف سوخت شوند، بدون اینکه به تکنیک‌های افراطی صرفه‌جویی در مصرف سوخت که می‌توانند غیرقانونی و خطرناک باشند، مانند حرکت مخفیانهٔ خودروهای بزرگ‌تر، متوسل شوند.

## علت تلفات انرژی

مثال جریان‌های انرژی برای یک خودروی سواری متوسط مدل جدید (قبل از ۲۰۰۹): (الف) رانندگی شهری؛ (ب) رانندگی بزرگراه. منبع: وزارت انرژی ایالات متحده

بیشتر تلفات انرژی سوخت در خودروها در تلفات ترمودینامیکی موتور رخ می‌دهد. به‌طور خاص، برای رانندگی با سرعت متوسط ۶۰ کیلومتر بر ساعت (۳۷ مایل بر ساعت)، تقریباً ۳۳٪ از انرژی به اگزوز می‌رود و ۲۹٪ برای خنک کردن موتور استفاده می‌شود؛ اصطکاک موتور ۱۱٪ دیگر را به خود اختصاص می‌دهد. ۲۱٪ باقی‌مانده بین اصطکاک غلتشی لاستیک‌ها (۱۱٪)، کشش هوا (۵٪) و ترمزگیری (۵٪) تقسیم می‌شود. از آنجایی که در حالت درجا یا زمانی که موتور در حالت آماده به کار است، مسافتی افزایش نمی‌یابد، با خاموش کردن موتور هنگام توقف خودرو، راندمان افزایش می‌یابد.

## تکنیک‌ها
در حالی که تا ۹۵٪ از محدودیت‌های بهره‌وری در سرعت‌های شهری به ساختار خودرو مربوط می‌شود، طیف گسترده‌ای از تکنیک‌ها به رانندگی با بهره‌وری انرژی کمک می‌کنند.

### تعمیر و نگهداری
لاستیک‌های کم باد سریع‌تر فرسوده می‌شوند و به دلیل تغییر شکل لاستیک، انرژی خود را در اثر مقاومت غلتشی از دست می‌دهند. ضرر برای یک ماشین تقریباً ۱٫۰ درصد برای هر ۲ پوند بر اینچ مربع (۰٫۱ بار؛ ۱۰ کیلوپاسکال) است افت فشار هر چهار لاستیک. تنظیم نادرست چرخ و ویسکوزیته سینماتیک بالای روغن موتور نیز باعث کاهش راندمان سوخت می‌شود.

### جرم و بهبود آیرودینامیک
رانندگان می‌توانند با به حداقل رساندن جرم حمل‌شده، یعنی تعداد افراد یا میزان بار، ابزار و تجهیزات حمل‌شده در وسیله نقلیه، بهره‌وری سوخت را افزایش دهند. حذف لوازم جانبی غیرضروری رایج مانند باربند، محافظ‌های برس، بادگیر (یا «اسپویلرها»، زمانی که برای نیروی رو به پایین و نه افزایش جداسازی جریان طراحی شده‌اند)، رکاب‌ها و میل‌های فشاری، و همچنین استفاده از لاستیک‌های باریک‌تر و با مقطع پایین‌تر، با کاهش وزن، نیروی درگ آیرودینامیکی و مقاومت غلتشی، راندمان سوخت را بهبود می‌بخشد. بعضی از خودروها همچنین از یک لاستیک زاپاس نیم سایز برای اهداف صرفه‌جویی در وزن/هزینه/فضا استفاده می‌کنند. در یک وسیله نقلیه معمولی، هر ۵۵ پوند (۲۵ کیلوگرم) بار اضافی، مصرف سوخت را ۱ درصد افزایش می‌دهد. برداشتن باربند (و لوازم جانبی) می‌تواند تا ۲۰ درصد راندمان سوخت را افزایش دهد. کاهش سوخت داخل خودرو به مقدار کمتر (۵۰ تا ۷۵ درصد) همچنین می‌تواند در کاهش سوخت در شرایط ترافیک شهری مفید باشد ("VW Golf 8 online help".).

### حفظ سرعت کارآمد

مصرف سوخت در سرعت‌های مختلف رانندگی

حفظ سرعت کارآمد عامل مهمی در بهره‌وری سوخت است. می‌توان انتظار داشت که با سرعت ثابت و با بالاترین دنده (به بخش انتخاب دنده در زیر مراجعه کنید) بهترین راندمان را داشته باشید. سرعت بهینه با توجه به نوع وسیله نقلیه متفاوت است، اگرچه معمولاً بین ۳۵ و ۵۰ مایل بر ساعت (۵۶ و ۸۰ کیلومتر بر ساعت) گزارش شده است. . برای مثال، یک شورولت ایمپالا مدل ۲۰۰۴، گشتاور بهینه‌ای معادل ۴۲ مایل بر ساعت (۶۸ کیلومتر بر ساعت) داشت. و از ۲۹ تا ۵۷ مایل بر ساعت (۴۷ تا ۹۲ کیلومتر بر ساعت) در محدوده ۱۵ درصد از آن قرار داشت. .

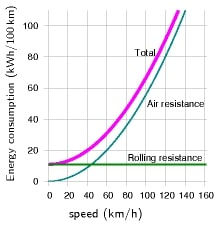
مدل ساده برای انرژی در مقابل سرعت خودرو. مقاومت هوا عامل اصلی مصرف انرژی در هر مسافت هنگام رانندگی با سرعت‌های بالا و ثابت است.

در سرعت‌های بالاتر، مقاومت باد نقش فزاینده‌ای در کاهش مصرف سوخت خودروها ایفا می‌کند. در سرعت ۶۰ کیلومتر بر ساعت، میانگین سرعت جهانی، اتلاف انرژی ناشی از اصطکاک هوا در خودروهای سوخت فسیلی تقریباً ۵٪ از کل اتلاف انرژی است. اصطکاک (۳۳٪)، اگزوز (۲۹٪) و خنک شدن موتور (۳۳٪) بقیه را تشکیل می‌دهند. در سرعت‌های بالاتر از ۶۰ کیلومتر بر ساعت، مقاومت باد تقریباً با مجذور سرعت افزایش می‌یابد و در سرعت‌های بالا به عامل غالب تبدیل می‌شود. : ۲۵۶ 
خودروهای هیبریدی معمولاً بهترین راندمان سوخت خود را در سرعت‌های پایین‌تر از این آستانهٔ سرعت وابسته به مدل خودرو به دست می‌آورند. این خودرو به‌طور خودکار بین حالت باتری یا حالت موتور با شارژ مجدد باتری تغییر حالت می‌دهد. خودروهای برقی، مانند تسلا مدل اس، ممکن است تا ۱٬۰۸۰ کیلومتر (۶۷۰ مایل) مسافت را طی کنند. در ۳۹ کیلومتر بر ساعت (۲۴ مایل بر ساعت).

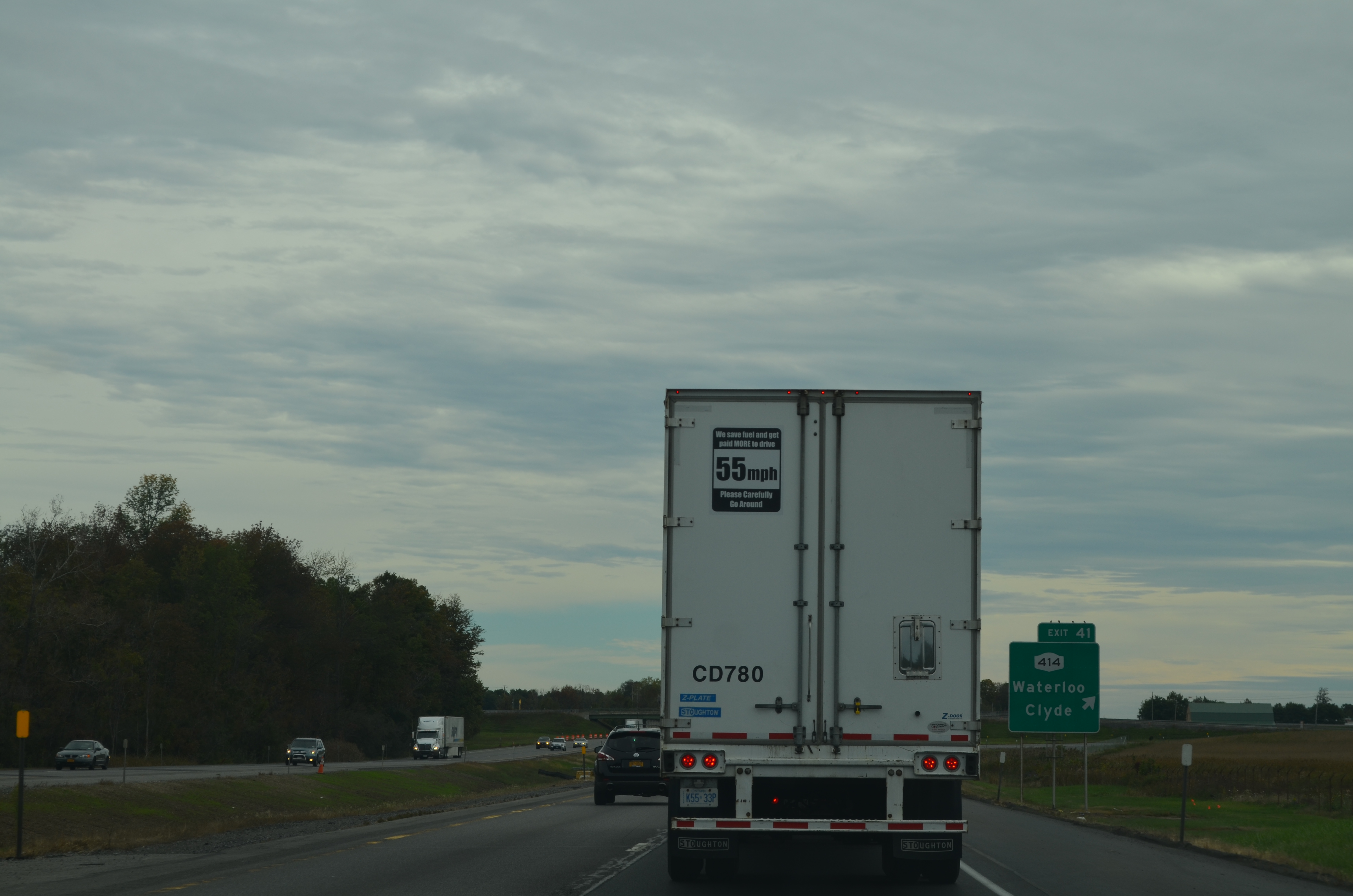
کامیونی که سرعت آن به ۵۵ مایل در ساعت محدود شده است

ظرفیت جاده بر سرعت و در نتیجه بر راندمان سوخت نیز تأثیر می‌گذارد. مطالعات نشان داده‌اند که سرعت‌ها کمی بالاتر از ۴۵ مایل بر ساعت (۷۲ کیلومتر بر ساعت) بیشترین توان عملیاتی را در هنگام شلوغی جاده‌ها فراهم می‌کند. رانندگان می‌توانند با اجتناب از جاده‌ها و زمان‌هایی که ترافیک به زیر ۴۵ مایل بر ساعت (۷۲ کیلومتر بر ساعت) می‌رسد، بهره‌وری سوخت خود و دیگران را بهبود بخشند. . جوامع می‌توانند با اتخاذ محدودیت‌های سرعت یا سیاست‌هایی برای جلوگیری یا منصرف کردن رانندگان از ورود به ترافیکی که به نقطه‌ای نزدیک می‌شود که سرعت‌ها به زیر ۴۵ مایل بر ساعت (۷۲ کیلومتر بر ساعت) کاهش می‌یابد، بهره‌وری سوخت را بهبود بخشند. . قیمت‌گذاری ترافیک بر این اصل استوار است؛ در این قیمت‌گذاری، قیمت دسترسی به جاده در زمان‌های اوج استفاده افزایش می‌یابد تا از ورود خودروها به ترافیک جلوگیری شود و سرعت به پایین‌تر از سطوح کارآمد کاهش یابد.
تحقیقات نشان داده است که محدودیت‌های سرعت اجباری را می‌توان برای بهبود بهره‌وری انرژی از ۲ تا ۱۸ درصد، بسته به رعایت محدودیت‌های سرعت پایین‌تر، اصلاح کرد.
راندمان سوخت در خودروهای مختلف متفاوت است. راندمان سوخت در هنگام شتاب‌گیری عموماً با افزایش دور موتور تا نقطه‌ای نزدیک به اوج گشتاور (مصرف سوخت ویژه ترمزی) بهبود می‌یابد. با این حال، شتاب دادن به سرعتی بیشتر از حد لازم بدون توجه به آنچه در پیش رو است، ممکن است نیاز به ترمزگیری و پس از آن، شتاب‌گیری بیشتر داشته باشد. یک مطالعه در سال ۲۰۰۱ توصیه کرد که در خودروهای دنده دستی، قبل از تعویض دنده، شتاب‌گیری سریع اما نرم انجام شود.
به‌طور کلی، زمانی که شتاب و ترمزگیری به حداقل برسد، راندمان سوخت به حداکثر می‌رسد؛ بنابراین یک استراتژی کارآمد در مصرف سوخت، پیش‌بینی اتفاقات پیش رو و رانندگی به گونه‌ای است که شتاب و ترمزگیری را به حداقل و زمان توقف را به حداکثر برساند.
نیاز به ترمز گرفتن گاهی اوقات ناشی از اتفاقات غیرقابل پیش‌بینی است. در سرعت‌های بالاتر، زمان کمتری برای کاهش سرعت وسایل نقلیه با تغییر مسیر وجود دارد. انرژی جنبشی بیشتر است، بنابراین انرژی بیشتری در ترمزگیری از دست می‌رود. در سرعت‌های متوسط، راننده زمان بیشتری برای انتخاب بین افزایش سرعت، کاهش سرعت یا حفظ سرعت به منظور به حداکثر رساندن بهره‌وری کلی سوخت دارد.
هنگام نزدیک شدن به چراغ قرمز، رانندگان می‌توانند با کم کردن فشار گاز قبل از چراغ قرمز، «زمان چراغ راهنمایی» را محاسبه کنند. با اجازه دادن به وسیله نقلیه خود برای کاهش سرعت زودهنگام و حرکت به سمت خط پایان، آنها به چراغ سبز قبل از رسیدن خود زمان می‌دهند و از اتلاف انرژی ناشی از توقف جلوگیری می‌کنند.
به دلیل ترافیک سنگین، رانندگی در ساعات شلوغی از نظر مصرف سوخت ناکارآمد است و دود سمی بیشتری تولید می‌کند.
ترمزهای معمولی انرژی جنبشی را به صورت گرما تلف می‌کنند که غیرقابل بازیابی است. ترمز احیاکننده، که توسط خودروهای هیبریدی/الکتریکی استفاده می‌شود، حدود ۵۰٪ از انرژی خودرو را در هر بار ترمزگیری بازیابی می‌کند و احتمالاً منجر به کاهش ۲۰ درصدی هزینه‌های انرژی رانندگی در شهر می‌شود.